# Політична релігія

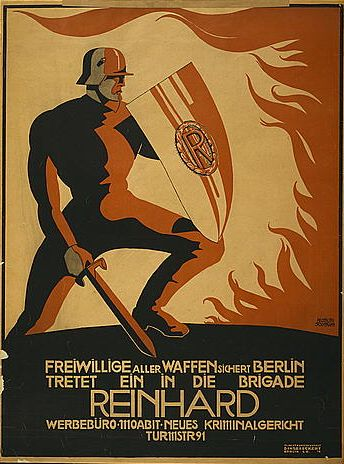
Plakatkunstanstalt Dinse & Eckert. Poster shows a soldier holding a sword and shield with the letter R on it, facing flames. Text: Volunteers of all weapons, secure Berlin. Enlist in the Reinhard Brigade, 1919.

Політична релігія — термін, що сакралізує ідеологію та рух політичного режиму. Найперше термін з'являється у Мозеса Гесса (1812—1875) як на позначення палкого, немов релігійного, бажання суспільних змін. Політична релігія сакралізує державу та її історію, а люди виступають її інструментом. Найчастіше цей термін використовується для окреслення тоталітарних політичних режимів. Італійський історик, спеціаліст з інтелектуальної історії Еміліо Джентіле підкреслив, що політична релігія відрізняється від громадянської екстремізмом та винятковим характером історичної місії. Політична релігія не визнає співіснування інших ідеологій, виключає автономність та індивідуальність особистості і підтверджує першість спільноти. Політична релігія виправдовує насилля над внутрішніми і зовнішніми ворогами режиму. Більшовизм, фашизм, нацизм — ідеології, зароджені у ХХ ст., вважаються прикладами політичних релігій.

## Приклади
Показовими прикладами перетворення громадянської релігії в політичну виступають процеси на Балканах ХІХ ст.. Громадянська релігія балканських народів у XIX ст. полягала у політичному визволенні. Після успіху, вже у XX ст. там розвинулась політична релігія. Очільник Греції у 1936—1941 рр. Іонніс Метаксас неоеллінську громадянську релігію перетворив у політичну та ставив державу вище індивідів. У Румунії, громадянська релігія проявлялась у міфі про два римських легіони, які поєднались із даками-язичниками та утворили нову націю — румунську. Це сакральні наративи, які утворювали румунську національну ідентичність, яку пізніше розвинув Александру Йоан Куза, правитель румунських князівств. З 1930-тих років, румунська громадянська релігія перетворилась на політичну, яка ставила румунську націю вищу за інші, а румунська ідентичність цінувалась як дакська.
Російська Федерація розвивала політичну релігію у вигляді «русского міра», ставила російську націю як вищу, через її високу духовність, вищою ніж в інших націях. Проповідує об'єднання «під крилом» російського православ'я. Також, основною ознакою політичної релігії Росії є нетерпимість до внутрішніх «ворогів», якими часто можуть стати інакодумці політичного режиму. Як зрештою, і до зовнішніх «ворогів», результатом чого є міф про оточення західними ворогами.